# Paleosepharia caudata
Paleosepharia caudata là một loài bọ cánh cứng trong họ Chrysomelidae. Loài này được Chen & Jiang miêu tả khoa học năm 1984.